# Günter Riedl
Günter Riedl (* 5. Oktober 1942; † 30. November 2022) war ein deutscher Fußballspieler. Für den SC Chemie Halle und den Halleschen FC Chemie spielte er in den 1960er- und 1970er-Jahren in der DDR-Oberliga, der höchsten Spielklasse im DDR-Fußball.

## Sportliche Laufbahn
Von der Betriebssportgemeinschaft (BSG) Aktivist Amsdorf, wechselte Günter Riedl zu Beginn der Saison 1961/62 zum Oberligisten SC Chemie Halle, dem Fußballschwerpunkt der Region. Die Saison begann im März 1961 und endete nach 39 Spieltagen im Juni 1962, da der DDR-Fußballspielbetrieb vom Kalenderjahr-Spielrhythmus auf den Sommer-Frühjahr-Rhythmus umgestellt wurde. Der 18-jährige Riedl wurde bereits am ersten Spieltag der Oberliga eingesetzt und vertrat den nicht einsatzbereiten Klaus Urbanczyk in der Abwehr der Hallenser. Es blieb in dieser Spielzeit bei einem Einsatz in der Oberliga, die übrige Zeit spielte Riedl in der Reservemannschaft. Er kam auch nicht im Pokalendspiel zum Einsatz, das der SC Chemie mit 3:1 gegen den SC Dynamo Berlin gewann. Im Frühjahr 1961 wurde er in den Kader der DDR-Juniorennationalmannschaft berufen und bestritt, als Mittelfeldspieler aufgeboten, zwei Juniorenländerspiele.
Zur Saison 1962/63 wurde er offiziell für den Spielerstamm der Oberligamannschaft nominiert, kam aber nur in fünf Punktspielen zum Einsatz. In die Saison 1963/64 startete Riedl mit Einsätzen in den ersten vier Oberligaspielen, kam danach aber erst in der Rückrunde noch einmal zu acht Oberligaspielen, wobei er am letzten Spieltag sein erstes Oberligator erzielte. Am Saisonende stieg Chemie Halle in die DDR-Liga ab, schaffte mit dem Team aber umgehend die Rückkehr ins ostdeutschen Oberhaus. Daran war Riedl maßgeblich beteiligt, denn er bestritt 27 der 30 möglichen Zweitligapartien.
In der neuen Oberligasaison 1965/66 war Riedl bis zum 16. Spieltag als Mittelfeldakteur Stammspieler der Hallenser, die von der Rückrunde an als Hallescher FC Chemie (HFC) antraten. Nach mehrwöchiger Pause kam Riedl erst zum Saisonende noch zu drei Einsätzen in der Oberliga. Auch in den folgenden beiden Spielzeiten hatte er längere Ausfälle, sodass er von den 52 Oberligaspielen nur 30 Partien bestreiten konnte. Einen Tiefpunkt erlebte er 1968/69, als er in der Oberliga nur in acht Spielen eingesetzt wurde. Unmittelbar danach erlebte er seine beste Saison, 1969/70 verpasste er nur eine Oberligabegegnung. Es folgten zwei Spielzeiten wieder mit größeren Pausen und zeitweiligen Einsätzen in der Ligaelf HFC II.
Im September 1971 bestritt Riedl sein einziges Europapokalspiel mit der Begegnung HFC gegen die PSV Eindhoven (0:0) im UEFA-Pokal-Wettbewerb 1971/72. In der Nacht vor dem Rückspiel in Eindhoven wurde die Hallenser Mannschaft Opfer eines Hotelbrandes. Da dabei der Spieler Wolfgang Hoffmann ums Leben kam, zog der HFC seine Mannschaft aus dem UEFA-Pokal zurück. Von der Saison 1972/73 an fiel Riedl endgültig aus dem Spielerstamm der ersten Mannschaft des HFC heraus. In dieser Saison stieg der HFC erneut aus der Oberliga ab, Riedl war nur in zehn Punktspielen eingesetzt worden. In der folgenden Ligaspielzeit absolvierte er nur drei Punktspiele und von den acht Aufstiegsspielen eine Partie. Nachdem der HFC den sofortigen Wiederaufstieg geschafft hatte, kam Riedl in der Saison 1974/75 wieder nur sporadisch in neun Oberligaspielen zum Einsatz.
Zur Saison 1975/76 wurde er zwar noch einmal für den Oberligakader des HFC nominiert, kam aber nur noch zu vier Einsätzen mit der 2. Mannschaft in der DDR-Liga. Im November 1975 begann er einen sechsmonatigen Reservisteneinsatz in der Nationalen Volksarmee. Mit 33 Jahren beendete Günter Riedl seine Laufbahn im höherklassigen Fußball. Innerhalb von fünfzehn Jahren hatte er 148 Oberligaspiele (fünf Tore) und 38 Ligabegegnungen (ein Tor) für Halle in den beiden obersten Spielklassen absolviert und war einmal im Europapokal aufgelaufen.

## Weiterer Werdegang
Nach seiner aktiven Karriere arbeitete Günter Riedl als Trainer und ebenso in verschiedenen Funktionen beim HFC.